# تدوا
تدوا (به لاتین: Tõdva) یک روستا در استونی است که در دهستان ساکو واقع شده‌است.